# Tanja Lasch
Tanja Lasch (* 11. September 1975 in Weimar) ist eine deutsche Schlagersängerin.

## Leben
Sie ist die jüngste Tochter des Texters und Komponisten Burkhard Lasch. Sie studierte Musik an der Hochschule für Musik Carl Maria von Weber Dresden und sang dann mit ihrer älteren Schwester Diana in verschiedenen Formationen (X-Pact und LTD). Mit diesen Gruppen veröffentlichte sie einige deutsch- und englischsprachige Singles.
Im Jahre 2000 gründete Lasch zusammen mit ihrer Schwester das Duo Tanja & Diana. Zusammen brachten sie zehn Singles heraus und traten in verschiedenen Fernsehsendungen bei ARD, ZDF, RTL, Sat.1, MDR, FAB, GoldStar TV (Premiere) auf. Bei GoldStar TV moderierten sie von 2000 bis 2003 das Musikmagazin Erfrischend Deutsch.
Nachdem beide Schwestern eine Babypause eingelegt hatten, trat Tanja Lasch im Sommer 2005 als Solistin mit der Single Jedesmal wieder auf. Seitdem veröffentlichte sie vier Singles, trat bei Live-Events auf und war in Fernsehshows zu sehen. Im Februar 2016 wurde das Musikvideo zur zuvor veröffentlichten Single Wenn er wüsste aus Laschs Album Lebensecht veröffentlicht. Nach knapp sechs Monaten zählte das Video über eine Million Aufrufe.
Von Kerstin Ott coverte Lasch den Hit Die immer lacht. Gemeinsam mit Produzent Stefan Pössnicker wurde das Lied in Laschs gewohntem Stil produziert. Eine Live-Version des Liedes von einem ihrer Konzerte wurde im März 2016 bei YouTube veröffentlicht und dort bereits über 13 Millionen Mal aufgerufen.
Sie lebte in Berlin und war mit Martin Marcell verheiratet, Mitglied des Schlagerduos Fantasy. Ihr gemeinsamer Sohn wurde 2004 geboren. Im Jahre 2017 trennte sich das Paar und reichte die Scheidung ein.
Im Dezember 2017 nahm Tanja Lasch an dem Projekt Schlagerstars für Kinder teil und sang mit der Gruppe den Weihnachtsschlager "Auf Einmal" ein. Der Schlager wurde im Dezember veröffentlicht, die Einnahmen kommen Kindern in Not zugute. Der Song wurde 2018 neu aufgenommen und zu Weihnachten wieder veröffentlicht.
Inzwischen hat Lasch ihren Lebensmittelpunkt mit ihrem Freund nach Mallorca verlegt.

## Karriere
Zunächst veröffentlichte Tanja Lasch ihre Lieder bzw. Singles bei verschiedenen Labels, wie Radiola Records und MCP.
Zwischen 2015 und 2017 stand sie unter Mania Music unter Vertrag, dem Label von Stefan Pössnicker, der zugleich auch als Produzent fungierte.
2019 wechselte sie zu da music. Hier erschien zunächst die EP Der Plattenspieler mit verschiedenen Remixen des Liedes. Im selben Jahr folgte das Album Zwischen Lachen und Weinen, das in der Standard-Version mit 12 Liedern und in einer Deluxe-Version mit 22 Liedern veröffentlicht wurde. 2021 folgte nach Laschs Wechsel mit Alle Farben meiner Welt ein Album, das Lieder des Vorgängers in neuen Mix präsentiert.
Im Jahre 2020 wechselte Lasch zu TELAMO. Ihre Debüt-Single bei dem hiesigen Schlager-Label war Lieben, Lieben, Lieben. Die Single wurde wie auch das Album 100% Liebe von André Stade produziert.
Am 2. Mai 2025 erscheint die Single Paris ist auch nur eine Stadt, welche von Simon Allert produziert wurde.

## Diskografie
Alben
- 2015: Lebensecht
- 2017: Herzkino
- 2017: Er liebt nur ihn - Die Mixe zum CSD 2017
- 2019: Zwischen Lachen und Weinen
- 2021: 100% Liebe
- 2021: Alle Farben meiner Welt - Das Remix Album
- 2022: Das Beste
- 2023: Fröhliche Weihnachtszeit

Singles
- 2005: Jedesmal
- 2005: Ich hab Dich nie vergessen
- 2006: Ich träume nur
- 2006: Sag ihr
- 2008: Jugendliebe
- 2009: Dann kamst Du
- 2010: Er hat mich geliebt
- 2011: Gloria
- 2012: Dein Flug
- 2012: Verdammt nochmal
- 2015: Lebensecht
- 2016: Die immer lacht
- 2016: Komm nach Berlin
- 2016: Er hat mich geliebt (Roger-Hübner-Fox-Edit)
- 2017: Hast Du einen Bruder
- 2017: Auf einmal (Weihnachtsschlager) (als Teil von Schlagerstars für Kinder)
- 2019: Der Plattenspieler
- 2019: Der Trinker
- 2020: Lieben, Lieben, Lieben
- 2021: Du erinnerst mich an ihn
- 2021: Marie
- 2023: Abenteuer Lagerfeuer
- 2023: Nicht schuldig
- 2024: Auch morgen noch
- 2024: Ich will das Lied sein
- 2024: Zu lieben ist leicht
- 2025: Paris ist auch nur eine Stadt

## Auszeichnungen
- smago! Award
  - 2017: für „Cover-Version des Jahres + heimlicher YouTube-Star unter den deutschen Popschlager-Sängerinnen“ (Die immer lacht)